# Helado de vainilla
El helado de vainilla es un tipo de helado con sabor a vainilla que puede ser natural o artificial. Al igual que otros sabores de helado, se creó originalmente enfriando una mezcla hecha de crema, azúcar y vainilla sobre un recipiente con hielo y sal.
En países como Venezuela se le conoce como helado de mantecado.

## Historia
El helado se remonta a la dinastía Yuan del siglo XIV. La idea de utilizar una mezcla de hielo y sal para sus efectos refrigerantes, que es parte del proceso de creación del helado, se originó en Asia. El método se extendió desde el Este a Europa cuando los árabes y los moros viajaron a España, entre los años 711 y 1492. Una vez que el método de refrigeración de mezclar hielo y sal se extendió a Europa, los italianos se involucraron en la elaboración de helados. A principios del siglo XVIII, aparecieron recetas de helado en Francia. Las primeras recetas de helados registradas por los franceses a principios del siglo XVIII incluían yemas de huevo.
Cuando el uso de vainilla en alimentos y bebidas se independizó del cacao, se hizo más prominente en las recetas francesas. Los franceses usaban vainilla para dar sabor al helado de vainilla francesa. El helado de vainilla se introdujo en expandió cuando Thomas Jefferson descubrió el sabor en Francia y llevó la receta a Estados Unidos.

## Producción
Para hacer helado de vainilla durante el siglo XVIII, los cocineros y reposteros necesitaban un cubo de madera, «una olla de metal para congelar con tapa», hielo, sal y la mezcla a base de vainilla. El trabajo era realizado por los esclavos y sirvientes.
El helado de vainilla generalmente se elabora mezclando vainilla junto con los huevos.